# Canarium odontophyllum
Canarium odontophyllum Miq., 1859) è una pianta arborea appartenente alla famiglia delle Burseracee.

## Distribuzione e habitat
La specie è diffusa a Sumatra, nel Borneo (dove viene chiamata dabainel Sarawak e kembayau nel Sabah e nel Brunei), e nelle Filippine.